# 張寬 (成化進士)
張寬（1433年—？），字伯仁，湖廣襄陽府襄陽縣人，明朝政治人物。進士出身。

## 生平
湖廣鄉試第八名。成化二年（1466年）丙戌科會試第三百九名，殿試登進士第三甲第二百四十名。

## 家族
曾祖張朝用。祖父張以孚。父亲張廉。